# Chahut au bahut
Pour les articles homonymes, voir Flashforward (homonymie).
Chahut au bahut (Flash Forward) est une série télévisée américano-canadienne en 26 épisodes de 25 minutes produite par Walt Disney Television. Les quatre premiers épisodes ont été diffusés à partir du 14 décembre 1995 sur Disney Channel. Diffusion hebdomadaire durant quinze semaines à partir du 14 septembre 1996 sur le réseau ABC, qui se poursuit dès janvier 1997 sur Disney Channel. Au Canada, diffusion dès le 22 janvier 2000 sur le réseau Global.
Au Québec, la série a été diffusée à partir du 6 septembre 1997 sur Canal Famille, et en France à partir du 12 septembre 1998 dans l'émission Ça me dit et vous ? sur TF1.

## Synopsis
Chahut au bahut raconte l'histoire de deux amis d'enfance qui se font de nouveaux amis. Depuis ils vivent des aventures avec eux.

## Distribution
- Ben Foster : Tucker « Tuck » James
- Jewel Staite : Becca Fisher
- Theodore Borders : Miles Vaughn
- Asia Vieira : Chris Harrison
- Ricky Mabe (pl) : Horace James
- Rachel Blanchard, puis Robin Brûlé (en) : Ellen Fisher

## Épisodes
1. Fresh Start All Over Again
2. I'm OK, You're a Jerk
3. House Party
4. Cool Book
5. On Your Toes
6. Speechless
7. Scalpers
8. Dog Day After Lunch
9. Makeover
10. That's My Baby
11. Double Bill
12. Maltese Chicken
13. Flossed in the Woods
14. Crime and Punishment
15. Good Sports
16. Love Letters
17. Presents
18. Apeward Bound
19. Mudpack
20. Just Friends
21. Skate Bait
22. Expose
23. Saboteur
24. Funny Like Me
25. Fright Night
26. Curtain Call

## Commentaires
Dans la série Psych : Enquêteur malgré lui, lors de l'épisode 3 de la première saison, Shawn fait une référence à la série en utilisant l'expression typique du personnage Tucker : What are the odds! (en version originale).